# Zajas
Zajas (mazedonisch Зајас; albanisch Zajazi/Zajaz) ist ein Dorf in der Opština Kičevo im westlich-zentralen Teil Nordmazedoniens. Die Gemeindehauptstadt Kičevo befindet sich neun Kilometer im Süden. Zwischen 1996 und 2013 war Zajas Hauptort der gleichnamigen Opština, die mit derjenigen von Kičevo fusioniert wurde.

## Geographie
Das Siedlungsgebiet erstreckt sich auf einer Höhe zwischen 740 und 800 Meter über Meer. Zajas wird durch einige Bäche durchflossen, die im westlichen Hügelland entspringen.
Nachbardörfer sind im Norden Midinci, im Nordosten Bukojčani, im Osten Gorno Strogomišta, im Süden Kolibari, im Südwesten Grešnica, im Westen Rečani und im Nordwesten Bačišta.

## Bevölkerung
Zajas hat 4712 Einwohner (Stand: 2002). 4682 Einwohner waren Albaner und 30 gehörten anderen Ethnien an. 4689 gaben Albanisch und 23 andere Sprachen als Muttersprache an. 4687 waren Muslime und 25 gehörten anderen Religionen an.

## Wirtschaft
Die Mehrheit der Einwohner wanderte in den letzten Jahrzehnten nach Deutschland aus. Wegen dieser großen Auswanderung und des Fehlens erwerbstätiger Bevölkerung sind Arbeitsstellen im Dorf sehr rar. Die noch Verbliebenen arbeiten mehrheitlich in der Viehwirtschaft und im Gemüseanbau. Auch die Honigherstellung spielt eine große Rolle. Einige Einwohner haben auch in den benachbarten Industriezentren Gostivar und Kičevo Arbeit gefunden.

## Verkehr
Zajas liegt an der A2, welche die Landeshauptstadt Skopje mit dem westlichen Nachbarland Albanien via Struga verbindet. Durch Zajas führt zudem die Bahnstrecke Skopje–Kičevo der Nordmazedonischen Eisenbahn. Am Bahnhof Zajas zweigt eine Stichstrecke in das benachbarte Tajmište ab.

## Persönlichkeiten
- Mefail Shehu (1898–1945), Mitglied der Balli Kombëtar
- Ali Ahmeti (* 1959), ehemaliger politischer Führer der UÇK in Mazedonien, heute Vorsitzender der Demokratischen Union für Integration